# نادي أجنحة الوطن أولوموك
نادي أجنحة الوطن أولوموك هو نادي كرة قدم تشيكوسلوفاكي تأسس في 1952.